# 日本社会主义青年同盟
日本社会主义青年同盟（日语：日本社会主義青年同盟，にほんしゃかいしゅぎせいねんどうめい），简称社青同，是日本的一个独立的左翼青年组织。该组织成立于1960年10月15日。该组织曾长期支持日本社会党。该组织以科学社会主义、劳农派马克思主义、马克思列宁主义、和平主义为指导思想。该组织是世界民主青年联盟的成员。